# El sistema Keops
El sistema Keops (estilizada como El sistema K.E.OP/S) es una película argentina de suspenso, acción y comedia negra de 2022 coescrita y dirigida por Nicolás Goldbart. Es protagonizada por Daniel Hendler y Alan Sabbagh, junto a Rodrigo Noya, Gastón Cocchiarale, Violeta Urtizberea, Nicolás García Hume y Esteban Lamothe en papeles secundarios. La historia se centra en un guionista que es espiado por una misteriosa organización que lo chantajea con revelar sus secretos y poner en peligro su reputación, mientras que un amigo del protagonista lo impulsa a buscar a las personas que están detrás de todo esto para darles una lección. La película tuvo un estreno limitado en las salas de cines de Argentina el 12 de mayo de 2022.

## Sinopsis
Fernando (Daniel Hendler) es un guionista que lleva una vida mediocre en el barrio de Belgrano, hasta que empieza a ser acosado por una extraña organización llamada K.E.OP/S que lo amenaza con publicar fotos y vídeos que comprometen su relación con su novia Julieta (Violeta Urtizberea). Por ello, su amigo Sergio (Alan Sabbagh) lo convence para resolver el problema con métodos violentos, que los llevan a vivir una noche oscura y llena de peligros.

## Reparto
- Daniel Hendler como Fernando Blanksy.
- Alan Sabbagh como Sergio Israel.
- Rodrigo Noya como Patricio.
- Gastón Cocchiarale como Marcos.
- Violeta Urtizberea como Julieta.
- Esteban Lamothe como Número 4.
- Nicolás García Hume como Número 3.
- Esteban Bigliardi como Juan Pérez.
- Martín Garabal como El Oso.
- Miel Bargman como Ciega.
- Katia Szechtman como Camila.
- Matilda Goldbart como Juana.
- Daniela Pal como Trota.
- Guillermo Jacubowicz como Garrido.

## Recepción

### Comentarios de la crítica
La película cosechó críticas positivas por parte de los expertos. Ezequiel Boetti de Página 12 otorgó a la película una calificación de 7, diciendo que «tiene personalidad propia» y presenta «momentos de altísimo octanaje cómico». Por su parte, Paula Vázquez Prieto del diario La Nación catalogó a la cinta como «buena», expresando que «funciona en su lógica, saca varias risas y construye un mundo propio gracias a sus actores en sintonía y a cierta irreverencia de la puesta en escena, nunca tímida ni acartonada». Leonardo D'espósito de la revista Noticias destacó el trabajo del director, manifestando que logra «con precisión narrar historias llenas de humor negro que se mezcla con el costumbrismo y la fantasía», lo cual deja como resultado «un film divertido». En una reseña para la revista Hush, Facundo Bustamante escribió que «Hendler brilla en los momentos de mutismo, en una interpretación física que transmite perfectamente estas sensaciones [...] y que la química con Sabbagh es la que hace que el film vibre, y hace evolucionar al  personaje de Fernando a través de esa relación».
Por otro lado, María Paula Iranzo del portal Cine Argentino Hoy describió que la película es «entretenida, atrapante y divertida», en la cual sobresalen sus protagonistas (Hendler y Sabbagh). Diego Batlle del sitio web Otros cines valoró que el filme contiene «un buen uso dramático de las locaciones nocturnas del barrio de Belgrano, una lograda utilización de efectos visuales y un universo claramente masculino».

### Premios y nominaciones
| Lista de premios y nominaciones | Lista de premios y nominaciones | Lista de premios y nominaciones | Lista de premios y nominaciones | Lista de premios y nominaciones | Lista de premios y nominaciones |
| Año                             | Organización                    | Categoría                       | Nominado/a(s)                   | Resultado                       | Ref(s)                          |
| ------------------------------- | ------------------------------- | ------------------------------- | ------------------------------- | ------------------------------- | ------------------------------- |
| 2022                            | Premios Sur                     | Mejor sonido                    | Martín Grignaschi               | Nominado                        | [ 11 ]                          |
| 2023                            | Premios Cóndor de Plata         | Mejor actor de reparto          | Alan Sabbagh                    | Ganador                         | [ 12 ]                          |